# Муриалдо
Муриа̀лдо (на италиански: Murialdo; на лигурски: Moriaodo, Мориаодо) е община в Северна Италия, провинция Савона, регион Лигурия. Разположена е на 524 m надморска височина. Населението на общината е 842 души (към 2011 г.).
Административен център на общината е село Пиано (Piano).

## Личности
Родени в Муриалдо
- Аугусто Бонети (1831 – 1904), италински католически духовник, епископ